# Sander Helven
Sander Helven, né le 30 mai 1990 à Hasselt, est un coureur cycliste belge, professionnel de 2013 à 2016 au sein de l'équipe Topsport Vlaanderen-Baloise.

## Biographie
En 2012, il remporte le Circuit Het Nieuwsblad espoirs. 
Sorti du peloton professionnel, il rejoint les rangs du Balen BC, club anversois qui a formé de nombreux juniors belges, qui ouvre une section Elites et Espoirs pour la saison 2017. Avec Fréderique Robert, il y a pour mission de transmettre son expérience aux plus jeunes. 

## Palmarès et classements mondiaux

### Palmarès amateur
- 2008
  - 2e du championnat du Limbourg du contre-la-montre juniors
- 2009
  - Champion du Limbourg sur route
- 2010
  - 3e du championnat du Limbourg du contre-la-montre
- 2011
  - Champion du Limbourg sur route
  - 2e du championnat de Belgique sur route espoirs
- 2012
  - Romsée-Stavelot-Romsée
  - Dwars door Limburg
  - Circuit Het Nieuwsblad espoirs
  - 3e de la Flèche ardennaise

### Palmarès professionnel
- 2014
  - 1re étape de l'Étoile de Bessèges
- 2015
  - 2e du Grand Prix Raf Jonckheere

### Classements mondiaux
| Année                                 | 2012 | 2013 | 2014 | 2015 | 2016  |
| ------------------------------------- | ---- | ---- | ---- | ---- | ----- |
| Classement mondial                    |      |      |      |      | 2059e |
| UCI Europe Tour                       | 210e | nc   | 156e | nc   | 1362e |
|                                       |      |      |      |      |       |
| Légende : nc = non classéSource : UCI |      |      |      |      |       |